# Lengyel Zsidóság Történetének Múzeuma (Varsó)
A Lengyel Zsidóság Történetének Múzeuma avagy Polin (lengyelül Muzeum Historii Żydów Polskich, MHŻP) tematikus múzeum Varsóban, mely a lengyel zsidóság ezer évét mutatja be. Az alapkő letételére 2007-ben került sor és 2013. április 19-én nyitotta meg kapuit, a varsói gettó közvetlen szomszédságában. A múzeuma 2014. október végétől időszakos és állandó - a legmodernebb technológiával ellátott - kiállításokkal fogadja a látogatóit. A nagyrészt üveg, réz és beton posztmodern épületet a finn építészpáros, Rainer Mahlamäki és Ilmari Lahdelma tervezte. Kulturális és oktatási központként üzemel.

## Története
Az ötlet, hogy felépítésre kerüljön egy komplex, átfogó múzeum a lengyel zsidóság történetéről 1995-ben merült fel a Lengyel Zsidótörténeti Intézet részéről. Még abban az évben a Varsói Önkormányzat az egykori gettó közvetlen szomszédságában lévő területet ajánlotta fel erre a célra Muranów kerületben. A Lengyel Zsidótörténeti Intézet a Lengyel Kulturális és Nemzeti Örökség Minisztériumával, valamint Varsó Önkormányzatával karöltve kezdett bele a projektbe. A múzeum vezetésével Jerzy Halbersztadtot bízták meg. 2006-ban beharangozóként egy hatalmas sátorponyva alatt (melyet Ohelnek neveztek) különböző kiállításokat látogathattak az érdeklődők ugyanazon a helyszínen.
2005-ben hirdették meg a nemzetközi tervpályázatot a Lengyel Kulturális és Nemzeti Örökség Minisztériumának díjaival, melyet a két finn építész, Rainer Mahlamäki és Ilmari Lahdelma nyert meg. 2009. június 30-án kezdték meg a múzeum építését a varsói gettófelkelés emlékművével szemben. A projekt 33 hónapig tartott és 150 millió złotyt (közel 11 milliárd Ft) emésztett fel.
Az épületet 2013. április 19-én nyitották meg a varsói gettófelkelés 70. évfordulójára. A következő néhány hónapban több, mint 180.000 látogatót fogadott, akik különböző kulturális és oktatási programokon vettek részt és állandó kiállítását tekintették meg. A nagy megnyitót 2014. október 28-ra tervezték, mely után már a teljes kiállítás látogatható.
Az épület fenntartásában nagy szerepet játszik az amerikai Lengyel Zsidótörténeti Múzeum, mely a varsói múzeum alapítványát támogatja.
A komplexum homlokzata minimalista stílusban készült, burkolata üveg és réz. Az üvegre selymet feszítettek ki, melyen a „Polin” (héberül Lengyelország) felirat olvasható latin és héber betűkkel, és mely a zsidók lengyel letelepedésére utal. A hatalmas bejárat egyrészt azt a momentumot jeleníti meg, amikor Mózes szétválasztotta a Vörös-tengert, másrészt arra a törésre utal, melyet a nácizmus okozott a zsidók életében.
Mivel a múzeum nem csak a II. világháború borzalmait mutatja be, ezért a tervezők nem akartak hasonlóságot a jelenleg működő holokausztmúzeumokkal (mint a Berlini Zsidó Múzeum vagy a Yad Vashem Jeruzsálemben), melyek szigorúan betonból épültek. Ezért jellemzően a homokszín dominál az épületen.
A múzeum 13 ezer m²-nyi alapterületen helyezkedik el. A legalsó szinten kapott helyet a fő kiállítás, mely a közösség történetét mutatja be a középkortól napjainkig. 480 fős előadóterme különböző kulturális események megtartására alkalmas, és az épület helyet ad időszakos kiállításoknak, oktatási programoknak is. Gyermek játszóház, kávézó, ajándékbolt gazdagítja még a kínálatot. A kóser étterme pedig jelenleg is kialakítás alatt van.
2008-ban a terv elnyerte a chicagói (USA) Athenaeum Nemzetközi Építész Díjat és az építész Rainer Mahlamäki megszerezte a Finlandia Építészeti díjat is 2014-ben.

## Az állandó kiállítás
Az állandó kiállítás nyolc termével több, mint 4000 m² területet foglal el és 1000 év lengyel zsidó történelmét – a világ egykori legnagyobb zsidó közösségének históriáját – öleli fel. Végigkísérhetjük a közösség kulturális örökségét a nyugat-európai üldöztetést követő legendás megérkezéstől a felvirágzáson át a II. világháború borzalmaiig és napjainkig, a társadalmi, vallási és politikai sokszínűség jegyében. A kiállítás interaktív, színes, látványos, modern, lehetőséget ad a tanulásra, kutatásra és az emlékezésre.
A tárlatot nemzetközi tudóscsoport és lengyel, izraeli és egyesült államokbeli muzeológus csapat állította össze Barbara Kirshenblatt-Gimblett professzor asszony irányításával.

## Képek

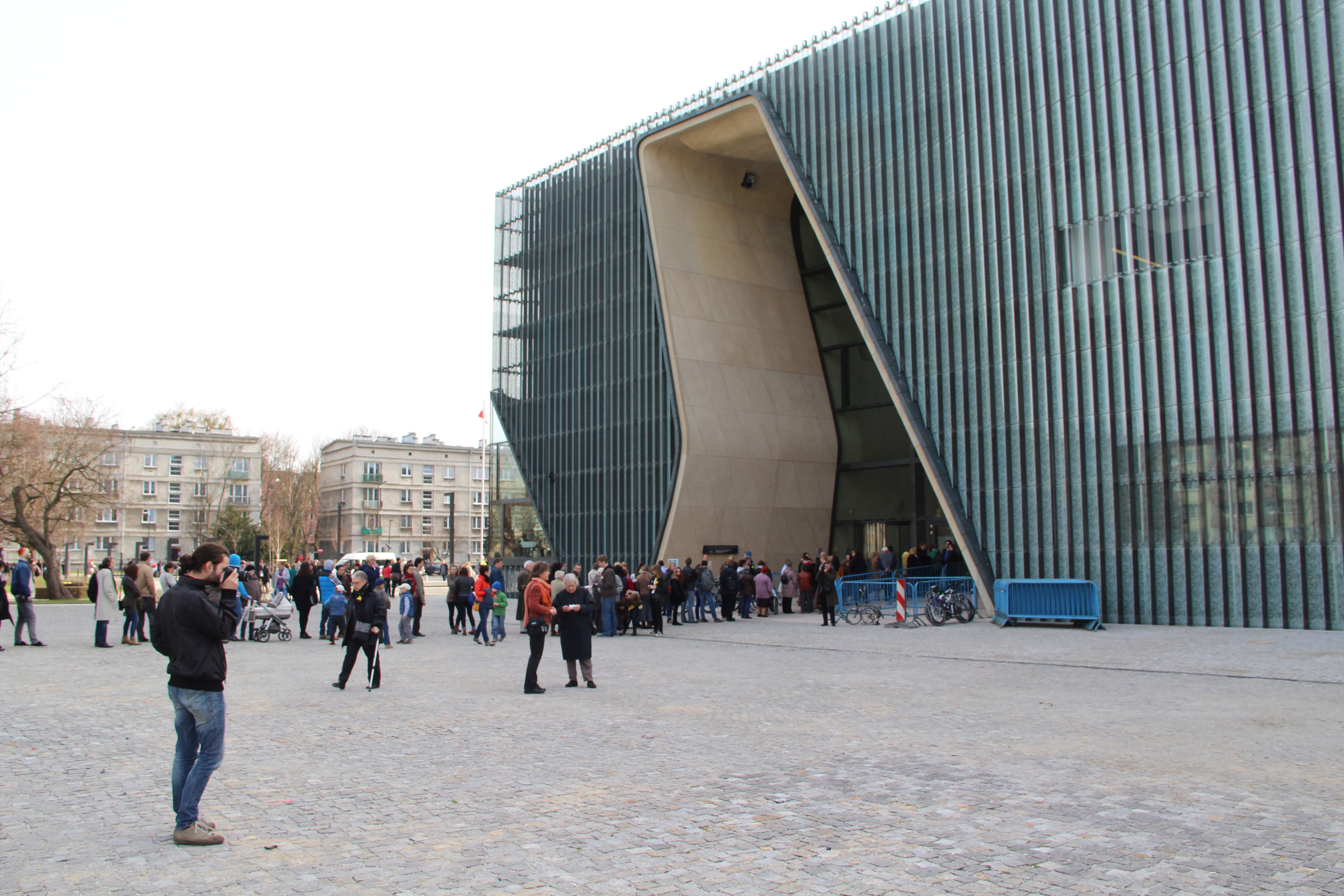
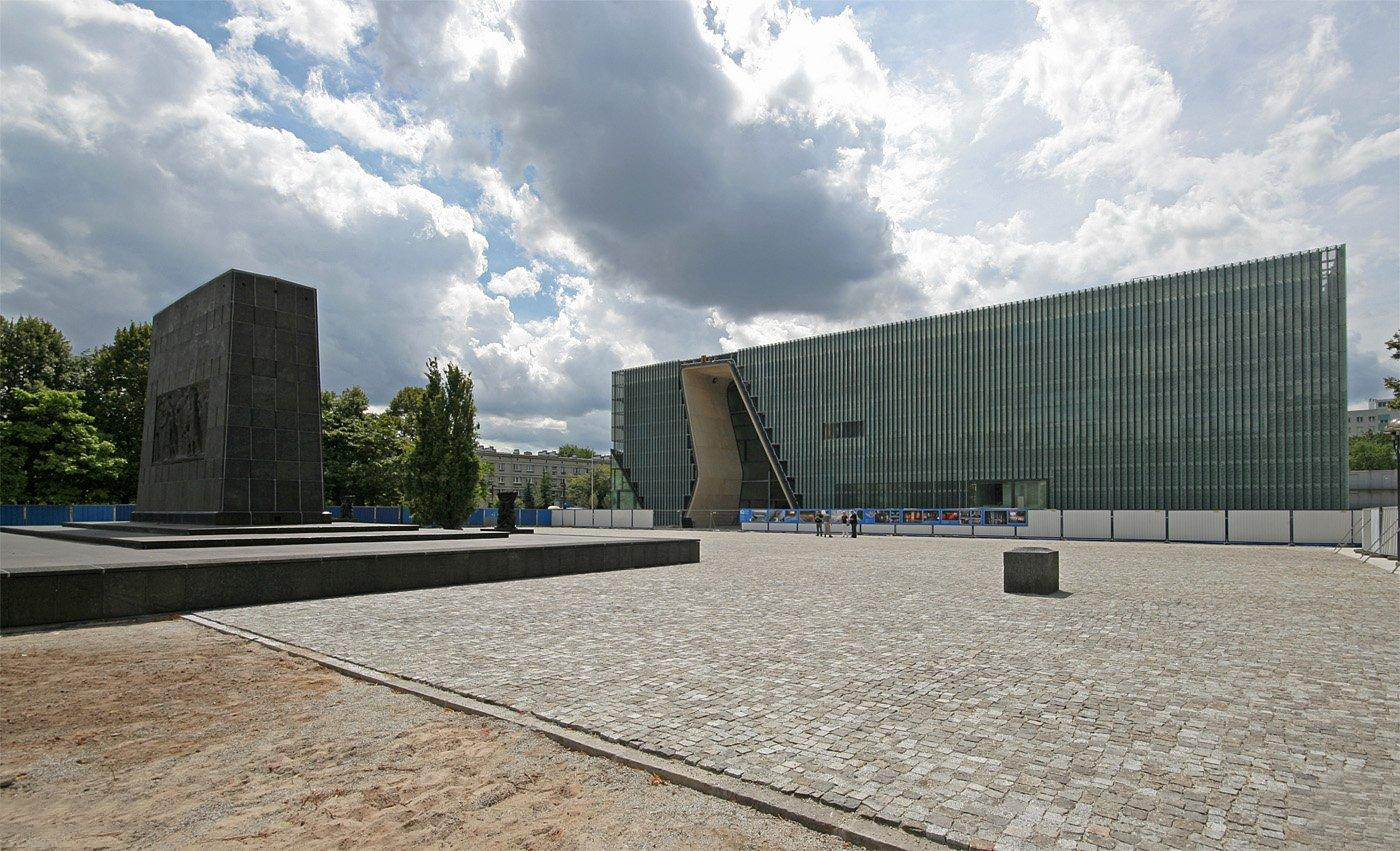
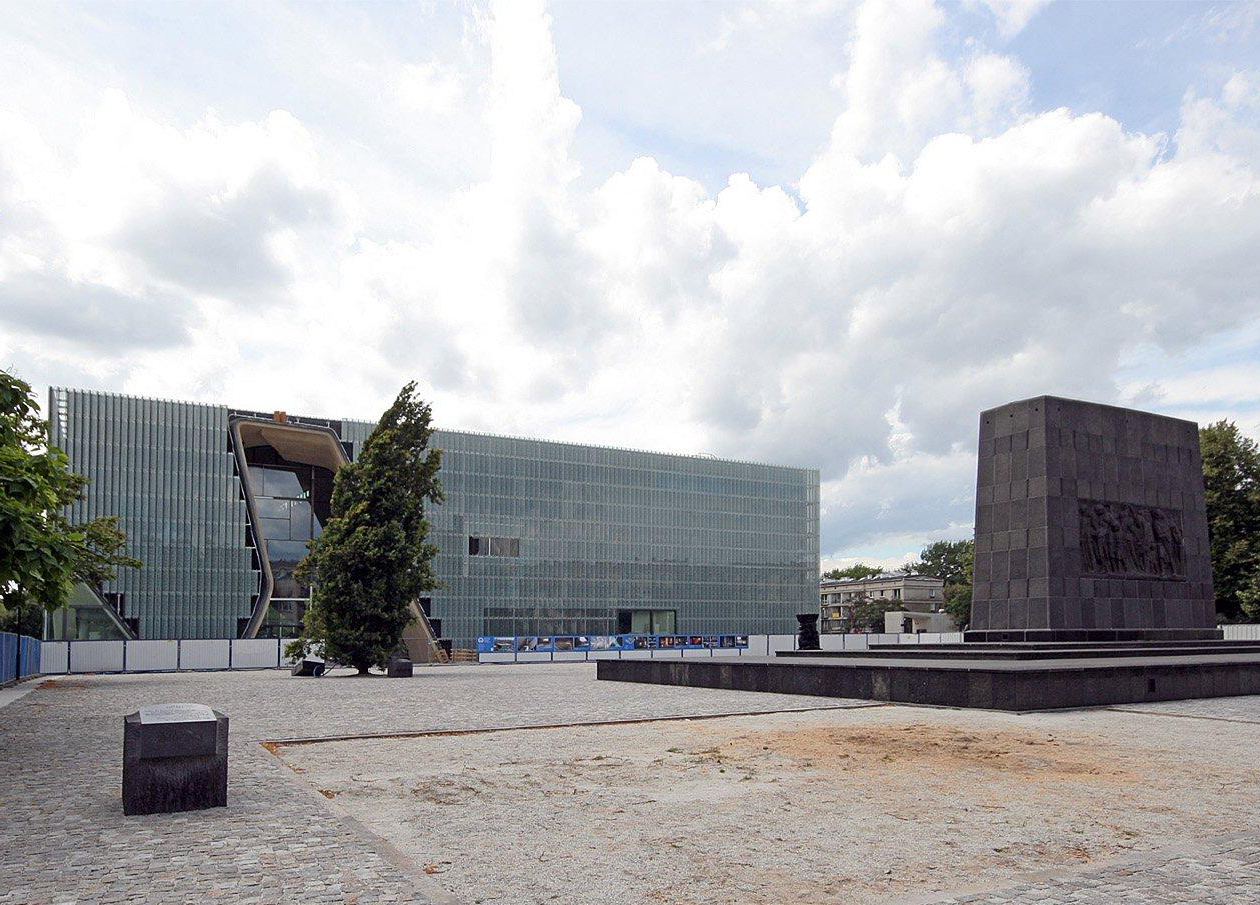
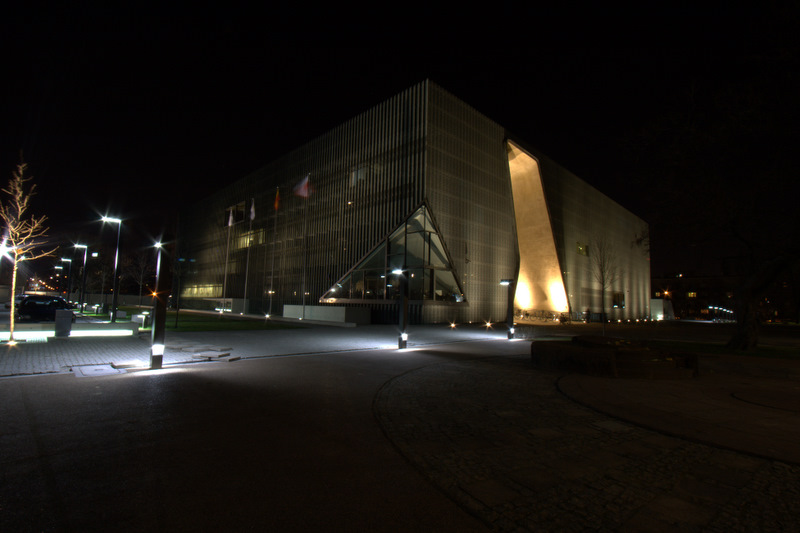
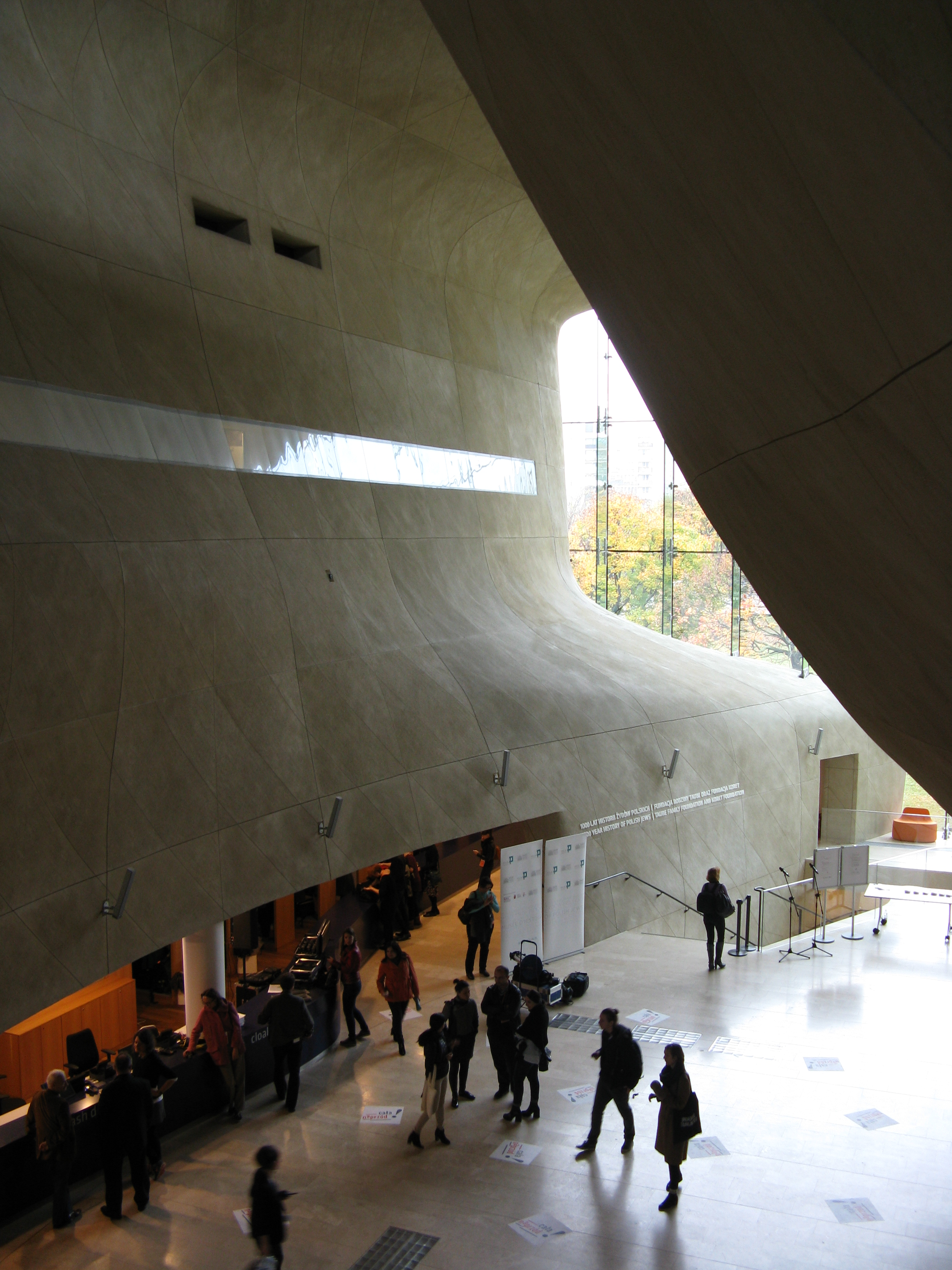
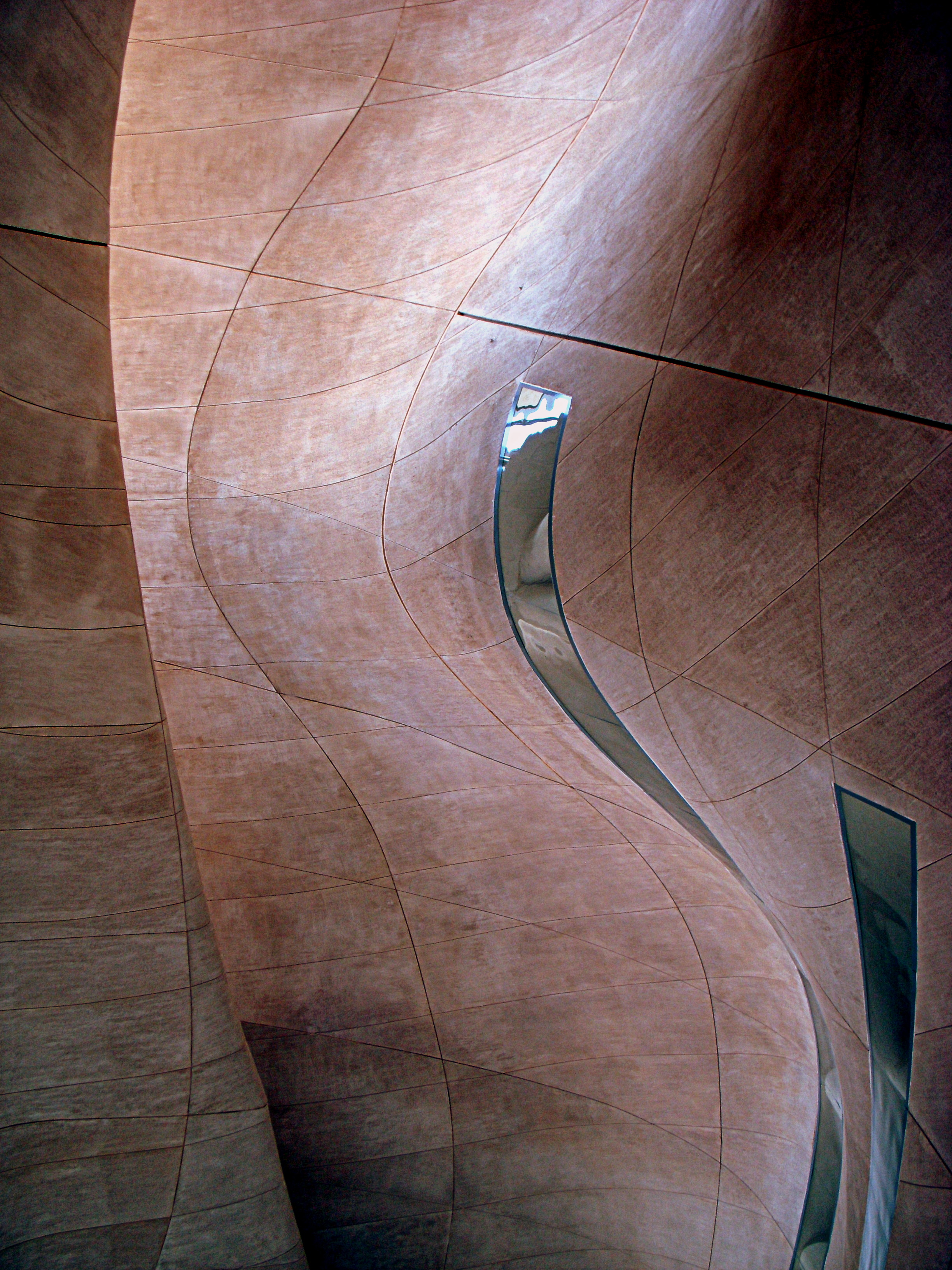
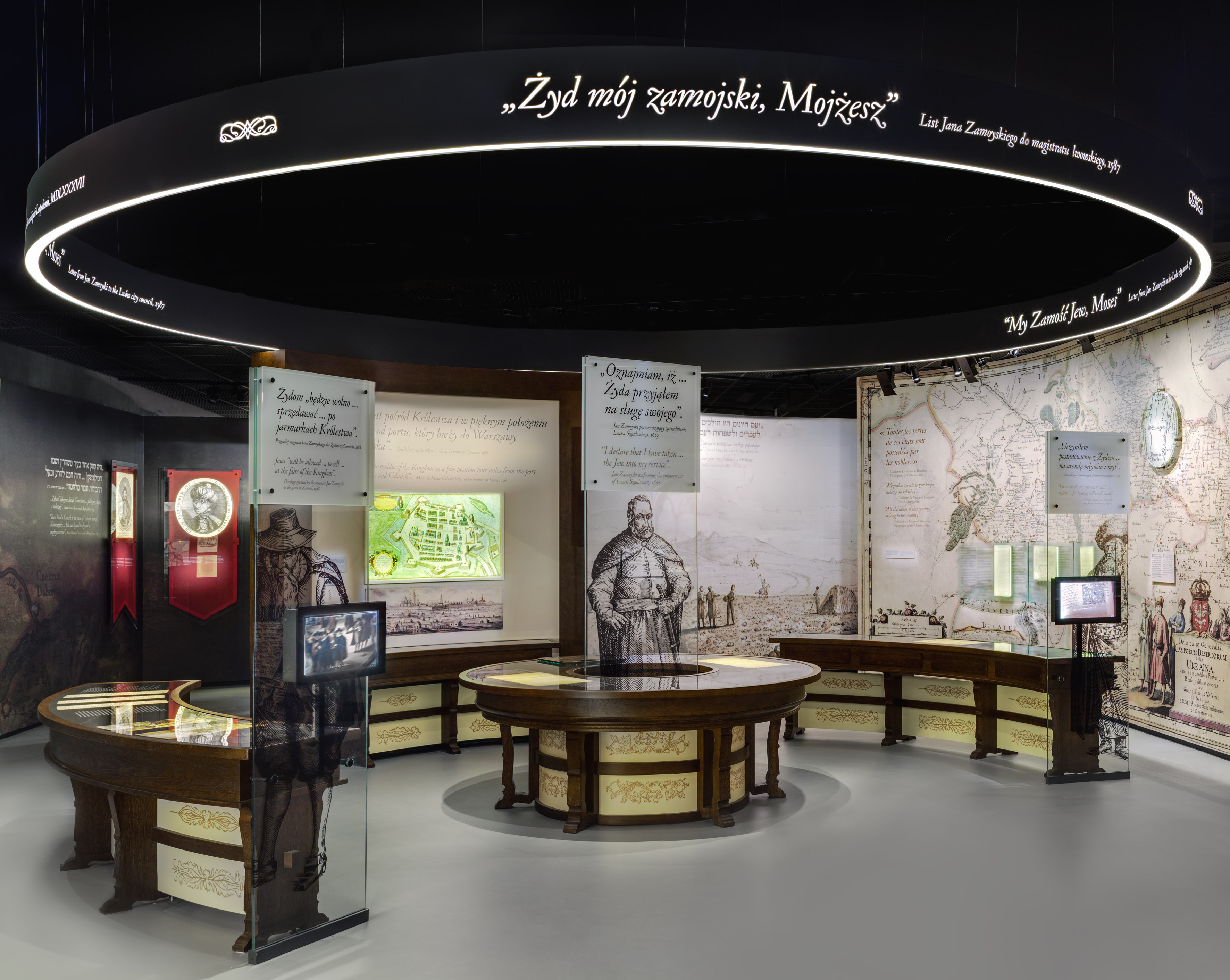
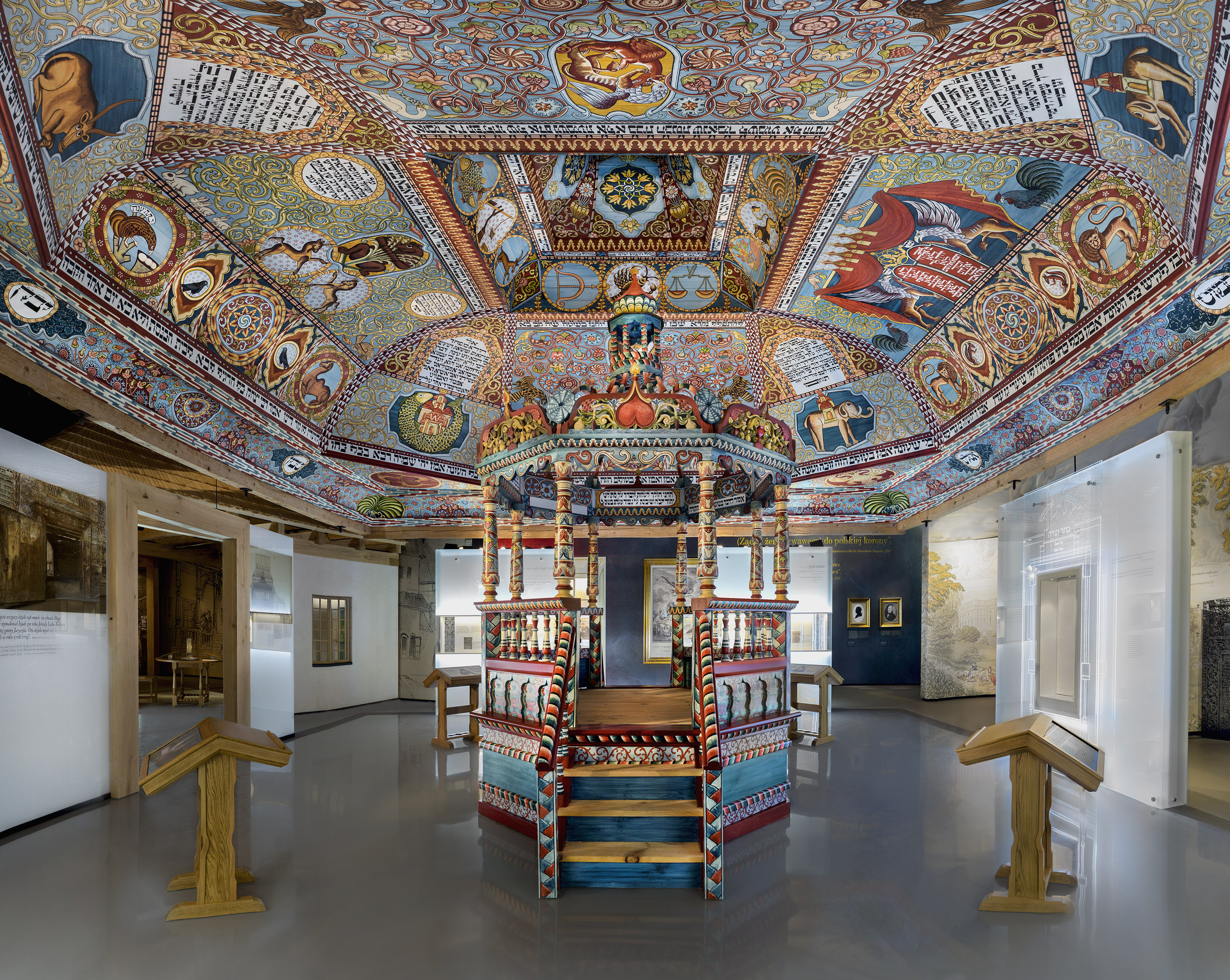
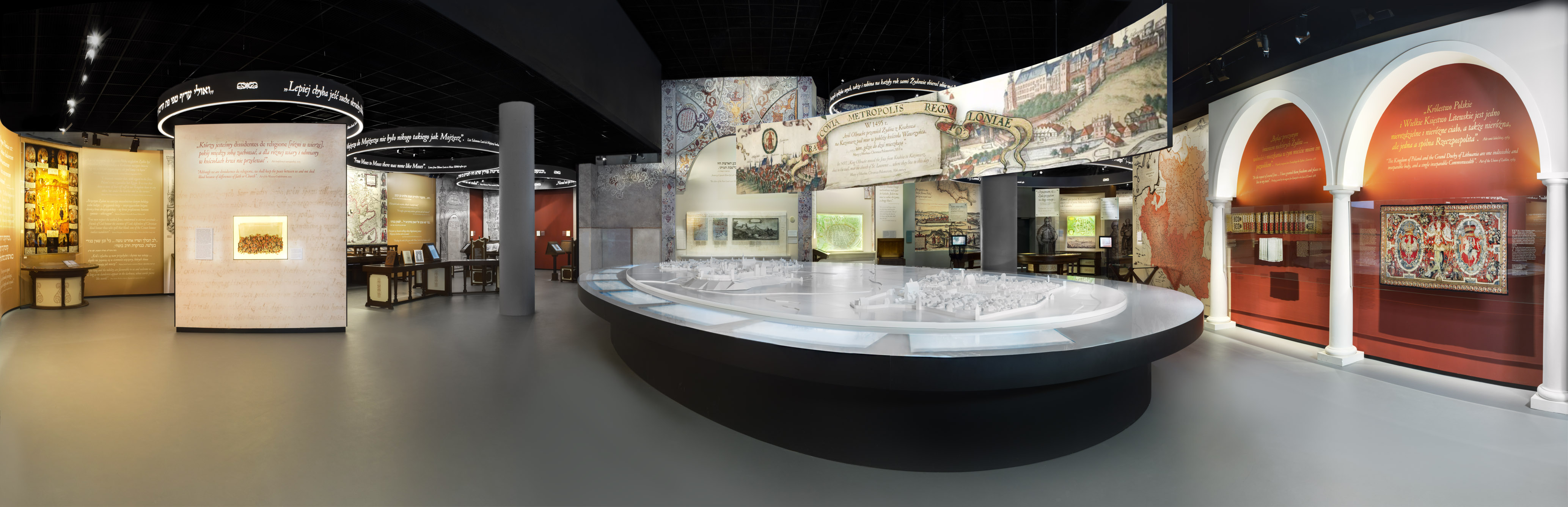
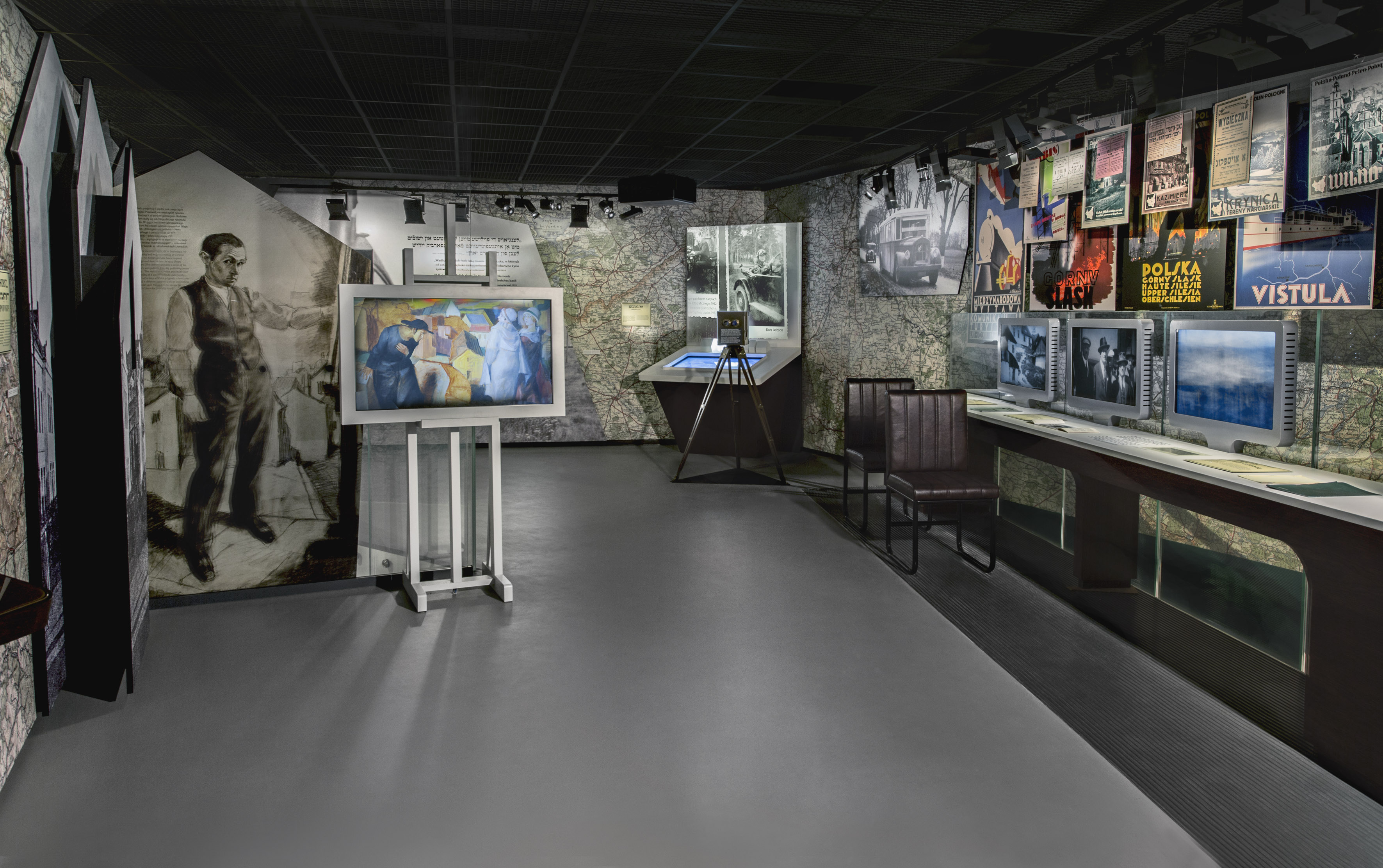

## Fordítás
- Ez a szócikk részben vagy egészben  a   Museum_of_the_History_of_Polish_Jews című angol Wikipédia-szócikk fordításán alapul.  Az eredeti cikk szerkesztőit annak laptörténete sorolja fel. Ez a jelzés csupán a megfogalmazás eredetét és a szerzői jogokat jelzi, nem szolgál a cikkben szereplő információk forrásmegjelöléseként.

## Külső hivatkozások
- Hivatalos honlap